# FlatOut 2
FlatOut 2 es un videojuego de carreras  desarrollado por Bugbear Entertainment y publicado por Empire Interactive. Es la secuela del juego FlatOut de 2004.
Este juego está más enfocado en las carreras callejeras/import tuner que su predecesor. Un cambio notable es la tracción de los neumáticos; los jugadores pueden tomar más control de su auto, fallando menos al pasar los cambios. El juego tiene tres clases de autos: Clase Derby, Clase Carrera, y Clase Callejero / Urbana.
Fue lanzado en Rusia el 29 de junio de 2006, en Europa el 30 de junio de 2006, y en Norteamérica el 1 de agosto de 2006. En 2008, una versión de OS X del juego fue lanzada por Virtual Programming. En 2014, una versión Linux del juego fue lanzada en GOG.com como parte del lanzamiento de soporte de Linux.
Un port mejorado fue lanzado en 2007 para la Xbox 360 y Windows como FlatOut: Ultimate Carnage. Un port para PlayStation Portable de Ultimate Carnage fue lanzado como FlatOut: Head On.

## Localización
El juego se ubica en los Estados Unidos, en lugares como el centro, las montañas, canales de agua, etc.

## Modo acrobacias
El juego cuenta con un modo Acrobacias en el que el jugador debe lanzar al piloto a través del parabrisas del coche y hacer todo tipo de trucos. Aquí los escenarios:
- High Jump (una altisima red, intenta llegar lo más alto posible).
- Bowling (una pista como el clásico juego de bolos, derriba todos los que puedas).
- Sky Jump (una larguisima pista de hielo, intenta saltar y llegar lo más lejos posible).
- Curling (una pista especialmente para lanzar al piloto al centro del círculo).
- Stone-Skipping (intenta llegar lo más lejos posible de la larga piscina rebotando como si fueras un sapo).
- Ring On Fire (atraviesa todos los anillos de fuego que puedas).
- Field Goal (una cancha de fútbol americano, consigue un gol de campo en el menor tiempo posible).
- Royal Flush (como el típico juego de cartas, consigue una buena mano con cartas de valores consecutivos y el mismo palo).
- Basketball (una pista hecha para el Basket, encesta en los aros que más puntos valen).
- Darts (una gran tabla de dardos, intenta acertar ciertos blancos de la diana).
- Baseball (una cancha de béisbol. llega lo más lejos posible tras ser bateado).
- Soccer (un arco de fútbol, realiza un gol al ángulo mientras evitas al arquero).

## Modo Derby
En este modo el jugador tiene 44 segundos para destruir a rivales y sobrevivir en un Derby de Demolición junto a otros 8 jugadores controlados por la COM. El tiempo se recarga al golpear a otro coche, el ganador es el último que quede en pie. Estos son los escenarios:
- Gas Station (Una gasolinera)
- Parking Lot (Un estacionamiento en un supermercado)
- Skyscraper (Un edificio en construcción)
- Derby Bowl 1 (Un pequeño estadio de asfalto)
- Derby Bowl 2 (Un pequeño estadio de lodo)
- Derby Bowl 3 (Un pequeño estadio de tierra con un gran pozo en el centro)

## Personajes
Los personajes principales son los 7 Dummies:
- Jack Benton (Amarillo y Negro)
- Sofia Martínez (Gris y Azul)
- Jason Walker (Negro con calaveras)
- Frank Malcov (Bandera de U.S.A.)
- Sally Taylor (Rosado; Blanco y Rojo)
- Katie Jackson (Rojo y Negro)
- Ray Carter (Celeste)

## Banda sonora
La banda sonora está compuesta por las siguientes canciones:
- Megadeth – Symphony of Destruction
- Mötley Crüe – Dr. Feelgood
- Rob Zombie – Feel So Numb/Demon Speeding
- Audioslave – Man or Animal/Your Time has Come
- Papa Roach – Blood Brothers/Not Listening
- Alkaline Trio – Fall Victim/Mercy Me
- The Chelsea Smiles – Nowhere Ride
- Fall Out Boy – 7 Minutes In Heaven/Snitches, and Talkers Get Stiches and Walkers
- Nickelback – Believe It or Not/Flat On the Floor
- Rise Against – Give It All
- Supergrass – Road To Rouen/Richard III
- Underoath – Reinventing Your Exit
- The Vines – Don’t Listen To The Radio
- Wolfmother – Pyramid, Dimension
- Yellowcard – Rough Landing Holly/Breathing
- Zebrahead – Lobotomy For Dummies

## Multijugador
El modo en línea fue cerrado junto al servidor de GameSpy en el 2011 pero aún se puede jugar con métodos como Hamachi y GameRanger. Las versiones de consola tienen modo para 2 jugadores a pantalla dividida y todas las versiones cuentan con un modo de juego por turnos llamado Modo Fiesta.

## Versión
En junio de 2007, BugBear Entertainment lanzó FlatOut: Ultimate Carnage, una nueva entrega que fue una versión de FlatOut 2 con mejoras gráficas, un nuevo motor de físicas, coches nuevos (y rediseños de los antiguos) y nuevos modos de juego como el modo Carnage, que era una serie de retos que el jugador podía cumplir para ganar más puntos y desbloquear más retos. fue lanzado en Xbox 360, PC y también en una adaptación para PSP llamada FlatOut: Head On.  En España, ha sido distribuido por Planeta DeAgostini Interactive. Después del lanzamiento la compañía perdió los derechos de FlatOut, siendo Ultimate Carnage el último juego de la saga desarrollado por BugBear.